# Гоге (Німеччина)
Гоге (нім. Hooge, півн.-фриз. Huuge) — громада в Німеччині, розташована в землі Шлезвіг-Гольштейн. Входить до складу району Північна Фризія. Складова частина об'єднання громад Пельворм.

## Географії
Займає усі 5,78 км2 площі однойменного острова, який належить до групи Північно-Фризьких островів. Населення становить 103 ос. (станом на 31 грудня 2020).